# François Aimé Louis Dumoulin

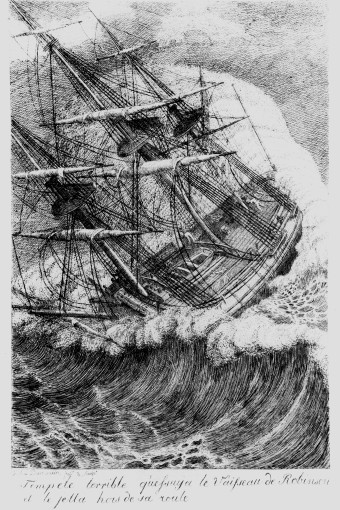
La tempesta, incisione di François Aimé Louis Dumoulin.

François Aimé Louis Dumoulin (Vevey, 10 agosto 1753 – Vevey, 16 febbraio 1834) è stato un disegnatore, pittore e incisore svizzero.

## Biografia
Dumoulin ricevette una formazione sommaria in disegno tecnico. Destinato ad una carriera commerciale, si recò in Inghilterra nel 1772, e, l'anno seguente, si imbarcò per l'America. Sbarcò nell'isola di Grenada (antille), occupata dagli inglesi dal 1763. Dumoulin si occupò di diversi affari commerciali e disegnò anche delle vedute e delle mappe per il governatore inglese. Dal 1776 al 1782, seguì vari episodi della guerra d'indipendenza americana. Effettuò degli schizzi all'acquarello delle battaglie navali francesi ed inglesi. Sin dal suo ritorno a Vevey nel 1783, riprese i suoi disegni di Grenada per farne delle grandi pitture (marine e battaglie navali) a tempera, ad olio e ad acquarello. Visse da allora di lezioni di disegno e della sua pittura. Dalla fine del 1795 all'estate del 1797, soggiornò Parigi e approfittò del suo soggiorno per seguire dei corsi di anatomia e per copiare i maestri antichi al museo del Louvre (aperto da poco) e frequentò l'Accademia e la Scuola di costruzione della marina. Espose due opere (battaglie navali) al Salon de peinture di Parigi del 1796.
Di ritorno a Vevey alla fine del 1797, aprì una classe di disegno tecnico per allievi destinati allo studio della meccanica.